# ツール・ド・ポローニュ2007
ツール・ド・ポローニュ2007は2007年9月9日から9月15日まで、全行程1237.1Kmで争われたステージレース。

## 区間優勝及び総合1位選手
| 区間 | 曜日    | スタート – ゴール                   | km    | 区間優勝者               | 総合首位選手                     |
| 1    | 9月9日  | ワルシャワ（チームTT）              | 3     | ランプレ・フォンディタル | ロベルト・ロンゴ                 |
| 2    | 9月10日 | プウォンスク - オルシュティン       | 203,6 | グラーム・ブラウン       | グラーム・ブラウン               |
| 3    | 9月11日 | オストルダ - グダニスク             | 192,3 | ダヴィド・コップ         | ワウテル・ウェイラント           |
| 4    | 9月12日 | ホイニツェ - ポズナン               | 242,3 | ダニーロ・ナポリターノ   | ダニーロ・ナポリターノ           |
| 5    | 9月13日 | ヴジェシニャ - シフィドニツァ       | 264,5 | ムリロ・フィッシャー     | ダニーロ・ナポリターノ           |
| 6    | 9月14日 | ジェルジョニュフ - イェレニャ・グラ | 183,7 | フィリッポ・ポッツァート | ムリロ・アントニオ・フィッシャー |
| 7    | 9月15日 | イェレニャ・グラ - カルパチュ       | 147,7 | ヨハン・ファンスュメレン | ヨハン・バンスメーレン           |

## 総合成績
|    | 選手名                   | 国籍           | チーム                   | 時間           | 2007 UCIプロツアー ポイント |
| -- | ------------------------ | -------------- | ------------------------ | -------------- | --------------------------- |
| 1  | ヨハン・ファンスュメレン | ベルギー       | プレディクトール・ロト   | 30時間52分11秒 | 50                          |
| 2  | ロベルト・ヘーシンク     | オランダ       | ラボバンク               | + 27秒         | 40                          |
| 3  | キム・キルヒェン         | ルクセンブルク | T-モバイル               | + 38秒         | 35                          |
| 4  | ファビアン・ヴェークマン | ドイツ         | ゲロルシュタイナー       | + 39秒         | 30                          |
| 5  | アレッサンドロ・バッラン | イタリア       | ランプレ・フォンディタル | + 44秒         | 25                          |
| 6  | パブロ・ラストラス       | スペイン       | ケス・デパーニュ         | + 44秒         | 20                          |
| 7  | フランク・シュレク       | ルクセンブルク | チームCSC                | + 44秒         | 15                          |
| 8  | ダニーロ・ディルーカ     | イタリア       | リクィガス               | + 44秒         | 10                          |
| 9  | ホセ・ホアキン・ロハス   | スペイン       | ケス・デパーニュ         | + 47秒         | 5                           |
| 10 | トマ・ヴォクレール       | フランス       | ブイグ・テレコム         | + 52秒         | 2                           |